# Catoptria latiradiellus
Catoptria latiradiellus là một loài bướm đêm trong họ Crambidae.